# Danh sách phim TVB năm 2006
Đây là danh sách phim truyền hình do TVB phát hành hoặc phát sóng năm 2006.

## Top 10 phim rating cao nhất
| Xếp hạng | Tên                | Tên tiếng Anh            | Tên tiếng Trung | Điểm số | Lượt xem tại Hồng Kông |
| -------- | ------------------ | ------------------------ | --------------- | ------- | ---------------------- |
| 1        | Đáng mặt nữ nhi    | La Femme Desperado       | 女人唔易做      | 33      | 2.14 triệu             |
| 2        | Bằng chứng thép    | Forensic Heroes          | 法證先鋒        | 33      | 2.11 triệu             |
| 3        | Thần điêu đại hiệp | The Saviour of the Soul  | 神鵰俠侶        | 32      | 2.07 triệu             |
| 4        | Bảo hiểm tình yêu  | Love Guaranteed          | 愛情全保        | 32      | 2.07 triệu             |
| 5        | Lý lẽ con tim      | Bar Bender               | 潮爆大狀        | 32      | 2.06 triệu             |
| 6        | Bão cát            | The Dance of Passion     | 火舞黃沙        | 32      | 2.05 triệu             |
| 7        | Phụng hoàng lâu    | Maidens' Vow             | 鳳凰四重奏      | 32      | 2.05 triệu             |
| 8        | Trên cả tình yêu   | To Grow with Love        | 肥田囍事        | 32      | 2.04 triệu             |
| 9        | Nỗi khổ đàn ông    | Men in Pain              | 男人之苦        | 32      | 2.03 triệu             |
| 10       | Khúc nhạc tình yêu | Under the Canopy of Love | 天幕下的戀人    | 31      | 2.02 triệu             |

## Dòng phim thứ nhất
| Công chiếu             | Tên                    | Tên tiếng Anh            | Số tập | Diễn viên | Thể loại            | Ghi chú | Website                                                               |
| ---------------------- | ---------------------- | ------------------------ | ------ | --- | ------------------- | ------- | --------------------------------------------------------------------- |
| 2/01- 17/02            | Bản lĩnh Kỷ Hiểu Lam 3 | The Bronze Teeth III     | 35     | | Cổ trang, Kiếm hiệp |         | Official website Lưu trữ ngày 23 tháng 6 năm 2008 tại Wayback Machine |
| 20/02- 17/03           | Khúc nhạc tình yêu     | Under the Canopy of Love | 20     | Trịnh Gia Dĩnh, Chu Lệ Kỳ, Hoàng Tông Trạch                                                                          | Hiện đại            |         | Official website Lưu trữ ngày 22 tháng 4 năm 2006 tại Wayback Machine |
| 20/03- 14/04           | Bí mật bảo tàng        | The Biter Bitten         | 20     | Trần Hạo Dân, Đường Văn Long, Dương Tư Kỳ, Chung Gia Hân, Âu Cẩm Đường                                               | Hiện đại, Phiêu lưu |         | Official website Lưu trữ ngày 26 tháng 6 năm 2008 tại Wayback Machine |
| 10/04/2006- 10/03/2007 | Đại gia đình           | Welcome to the House     | 239    | Trịnh Đan Thụy, Ngũ Vịnh Vi, Chung Cảnh Huy, Tào Vĩnh Liêm, Angelina Lo, Uyển Quỳnh Đan, Lý Tư Tiệp, Đặng Thượng Văn | Hiện đại, Hài kịch  |         | Official website Lưu trữ ngày 7 tháng 7 năm 2008 tại Wayback Machine  |

## Dòng phim thứ hai
| Công chiếu             | Tên                       | Tên tiếng Anh                      | Số tập | Diễn viên                                                                            | Thể loại            | Ghi chú         | Website                                                               |
| ---------------------- | ------------------------- | ---------------------------------- | ------ | ------------------------------------------------------------------------------------ | ------------------- | --------------- | --------------------------------------------------------------------- |
| 7/12/2005- 4/01/2006   | Người phát ngôn giỏi luật | When Rules Turn Loose              | 21     | Uông Minh Thuyên, Hồ Hạnh Nhi, Trần Kiện Phong, Hạ Vũ, Lê Diệu Tường, Ngụy Tuấn Kiệt | Hiện đại            |                 | Official website Lưu trữ ngày 17 tháng 5 năm 2007 tại Wayback Machine |
| 5/01- 25/02            | Phúc Vũ và Phiên Vân      | Lethal Weapons of Love and Passion | 40     | Lâm Phong, Quách Thiện Ni, Xa Thi Mạn, Hoàng Tông Trạch, Trần Mẫn Chi                | Cổ trang, Kiếm hiệp |                 | Official website                                                      |
| 31/01- 26/02           | Kỳ án nhà Thanh           | A Pillow Case of Mystery           | 20     | Âu Dương Chấn Hoa, Quách Khả Doanh, Trần Hạo Dân, Dương Di                           | Cổ trang, Hài kịch  |                 | Official website Lưu trữ ngày 23 tháng 4 năm 2006 tại Wayback Machine |
| 27/02- 31/03           | Nối nghiệp                | Safe Guards                        | 25     | Mã Tuấn Vỹ, Lê Diệu Tường, Diêu Tử Linh                                              | Cổ trang            |                 | Official website Lưu trữ ngày 30 tháng 4 năm 2007 tại Wayback Machine |
| 3/04- 28/04            | Lý lẽ con tim             | Bar Bender                         | 20     | Trịnh Thiếu Thu, Tô Ngọc Hoa, Trần Kiện Phong, Đường Ninh, Hướng Hải Lam, Thạch Tu   | Hiện đại, Tòa án    |                 | Official website Lưu trữ ngày 13 tháng 6 năm 2006 tại Wayback Machine |
| 17/04il- 14/05         | Đáng mặt nữ nhi           | La Femme Desperado                 | 22     | Đặng Tụy Văn, Ngô Mỹ Hành, Lâm Phong, Tạ Thiên Hoa, Mã Quốc Minh, Từ Tử San          | Hiện đại            |                 | Official website Lưu trữ ngày 6 tháng 7 năm 2008 tại Wayback Machine  |
| 15/05- 9/06            | Vượt lên chính mình       | Trimming Success                   | 20     | Trịnh Gia Dĩnh, Trần Tùng Linh, Lê Diệu Tường, Đàm Tiểu Hoàn, Trần Mẫn Chi           | Hiện đại            |                 | Official website Lưu trữ ngày 7 tháng 7 năm 2008 tại Wayback Machine  |
| 13/06- 9/07            | Nỗi khổ đàn ông           | Men in Pain                        | 21     | Lưu Tùng Nhân, Ngô Trác Hy, Tô Ngọc Hoa, Lương Tĩnh Kỳ                               | Hiện đại            |                 | Official website Lưu trữ ngày 6 tháng 7 năm 2008 tại Wayback Machine  |
| 10/07- 27/08           | Thần điêu đại hiệp        | The Saviour of the Soul            | 37     | Huỳnh Hiểu Minh, Lưu Diệc Phi                                                        | Cổ trang            | Phim Trung Quốc | Official website Lưu trữ ngày 5 tháng 7 năm 2008 tại Wayback Machine  |
| 28/08- 6/10            | Phụng hoàng lâu           | Maidens' Vow                       | 30     | Xa Thi Mạn, Mã Đức Chung, Trần Kiện Phong                                            | Drama               |                 | Official website Lưu trữ ngày 10 tháng 2 năm 2007 tại Wayback Machine |
| 9/10- 3/11             | Ngôi nhà mật ngọt         | At Home With Love                  | 20     | Ngô Khải Hoa, Mông Gia Tuệ, Chung Cảnh Huy, Tào Vĩnh Liêm                            | Hiện đại            |                 | Official website Lưu trữ ngày 28 tháng 5 năm 2007 tại Wayback Machine |
| 6/11- 15/12            | Hạt ngọc Đông Phương      | Glittering Days                    | 30     | Uông Minh Thuyên, Xa Thi Mạn, Quách Tấn An, Quan Cúc Anh, Lê Nặc Ý                   | Lịch sử             |                 | Official website Lưu trữ ngày 10 tháng 1 năm 2007 tại Wayback Machine |
| 18/12/2006- 10/02/2007 | Song hùng tranh bá        | The Conquest                       | 42     | Lưu Tùng Nhân, Mã Đức Chung, Quách Thiện Ni, Trần Khôn, Trần Quốc Bang               | Cổ trang, Kiếm hiệp |                 | Official website Lưu trữ ngày 16 tháng 7 năm 2008 tại Wayback Machine |

## Dòng phim thứ ba
| Công chiếu            | Tên                 | Tên tiếng Anh        | Số tập | Diễn viên                                                                                | Thể loại           | Ghi chú         | Website                                                               |
| --------------------- | ------------------- | -------------------- | ------ | ---------------------------------------------------------------------------------------- | ------------------ | --------------- | --------------------------------------------------------------------- |
| 2/01- 27/01           | Bí mật gia tộc      | Greed Mask           | 20     | Quách Tấn An, Ngũ Vịnh Vi, Văn Tụng Nhàn, Lê Diệu Tường                                  | Hiện đại           |                 | Official website Lưu trữ ngày 24 tháng 7 năm 2008 tại Wayback Machine |
| 27/02- 9/04           | Quan xẩm lốc cốc    | Hail the Judge       | 20     | Hoàng Tử Hoa, Tô Vĩnh Khang                                                              | Cổ trang, Hài kịch | Phim Trung Quốc | Official website Lưu trữ ngày 12 tháng 6 năm 2008 tại Wayback Machine |
| 1/05- 12/06           | Bão cát             | The Dance of Passion | 32     | Lê Tư, Thái Thiếu Phân, Xa Thi Mạn, Lâm Bảo Di, Trần Hào, Thiệu Mỹ Kỳ, Hoàng Đức Bân     | Lịch sử            |                 | Official website Lưu trữ ngày 4 tháng 5 năm 2006 tại Wayback Machine  |
| 13/06- 16/07          | Bằng chứng thép     | Forensic Heroes      | 25     | Âu Dương Chấn Hoa, Lâm Văn Long, Mông Gia Tuệ, Chung Gia Hân                             | Hiện đại           |                 | Official website Lưu trữ ngày 24 tháng 5 năm 2011 tại Wayback Machine |
| 17/07- 11/08          | Bảo hiểm tình yêu   | Love Guaranteed      | 20     | Trần Cẩm Hồng, Ngô Mỹ Hành, Mã Quốc Minh, Cherie Kong, Tần Bái                           | Hiện đại           |                 | Official website Lưu trữ ngày 7 tháng 7 năm 2008 tại Wayback Machine  |
| 14/08- 8/09           | Đội tình báo C.I.B. | C.I.B. Files         | 20     | Lâm Bảo Di, Ngũ Vịnh Vi, Vương Hy, Thiệu Mỹ Kỳ                                           | Hiện đại           |                 | Official website Lưu trữ ngày 6 tháng 7 năm 2008 tại Wayback Machine  |
| 11/09- 21/10          | Miền đất hứa        | Land of Wealth       | 32     | Trần Hào, Mã Tuấn Vỹ, Quách Thiện Ni, Dương Di                                           | Lịch sử            |                 | Official website Lưu trữ ngày 24 tháng 7 năm 2008 tại Wayback Machine |
| 23/10- 18/11          | Trên cả tình yêu    | To Grow with Love    | 21     | Hồ Hạnh Nhi, Hứa Chí An, Mã Quốc Minh, Diêu Gia Ni, Lý Thi                               | Hiện đại           |                 | Official website Lưu trữ ngày 22 tháng 4 năm 2016 tại Wayback Machine |
| 20/11/2006- 5/01/2007 | Cạm bẫy             | Dicey Business       | 35     | Âu Dương Chấn Hoa, Tuyên Huyên, Miêu Kiều Vỹ, Hoàng Tông Trạch, Dương Di, Hứa Thiệu Hùng | Hiện đại           |                 | Official website Lưu trữ ngày 2 tháng 1 năm 2007 tại Wayback Machine  |

## Dòng phim thứ tư
| Công chiếu   | Tên                   | Tên tiếng Anh        | Số tập | Diễn viên                                      | Thể loại | Ghi chú       | Website                                                               |
| ------------ | --------------------- | -------------------- | ------ | ---------------------------------------------- | -------- | ------------- | --------------------------------------------------------------------- |
| 17/05- 9/06  | Kẻ bán đứng lương tâm | Net Deception        | 20     | Vương Hy, Hồ Hạnh Nhi, Hồ Nặc Ngôn, Eddie Kwan | Hiện đại |               | Official website Lưu trữ ngày 2 tháng 5 năm 2007 tại Wayback Machine  |
| 13/06- 8/07  | Lần theo dấu vết      | Summer Heat          | 20     | Đằng Lệ Danh, Mã Đức Chung                     | Hiện đại |               | Official website Lưu trữ ngày 7 tháng 7 năm 2008 tại Wayback Machine  |
| 12/07- 25/08 | Thiện nữ u hồn        | The Romancing Spirit | 32     | Từ Hy Viên, Trần Hiểu Đông, Tuyên Huyên        | Cổ trang | Phim Đài Loan | Official website Lưu trữ ngày 14 tháng 9 năm 2008 tại Wayback Machine |

## Phim cuối tuần
| Công chiếu             | Tên            | Tên tiếng Anh    | Số tập | Diễn viên                      | Thể loại | Ghi chú       | Website |
| ---------------------- | -------------- | ---------------- | ------ | ------------------------------ | -------- | ------------- | ------- |
| 22/10/2005- 20/05/2006 | Người tình MVP | My MVP Valentine | 29     | Trương Thiều Hàm, Tôn Hiệp Chí | Hiện đại | Phim Đài Loan |         |

## Warehoused series
| Công chiếu             | Tên                 | Tên tiếng Anh      | Số tập | Diễn viên                                                                 | Thể loại            | Ghi chú | Website                                                                |
| ---------------------- | ------------------- | ------------------ | ------ | ------------------------------------------------------------------------- | ------------------- | ------- | ---------------------------------------------------------------------- |
| 27/02- 21/04           | Du kiếm giang hồ    | Vagabond Vigilante | 40     | Trần Cẩm Hồng, Quách Thiện Ni                                             | Cổ trang            |         |                                                                        |
| 15/05- 9/06            | Thượng Hải ngày xưa | Au Revoir Shanghai | 20     | Miêu Kiều Vỹ, Hoàng Tông Trạch, Hướng Hải Lam, Dương Tư Kỳ                | Lịch sử             |         |                                                                        |
| 11/09- 20/10           | Bố Y thần tướng     | Face to Fate       | 30     | Lâm Văn Long, Lâm Phong, Dương Di, Lý Thi, Hướng Hải Lam                  | Cổ trang, Kiếm hiệp |         | Official website Lưu trữ ngày 10 tháng 11 năm 2008 tại Wayback Machine |
| 18/12/2006- 12/01/2007 | Trăm mưu ngàn kế    | The Price of Greed | 20     | Hoàng Tông Trạch, Trần Kiện Phong, Dương Tư Kỳ, Từ Tử San, Uyển Quỳnh Đan | Lịch sử             |         |                                                                        |